# Artur Lösche

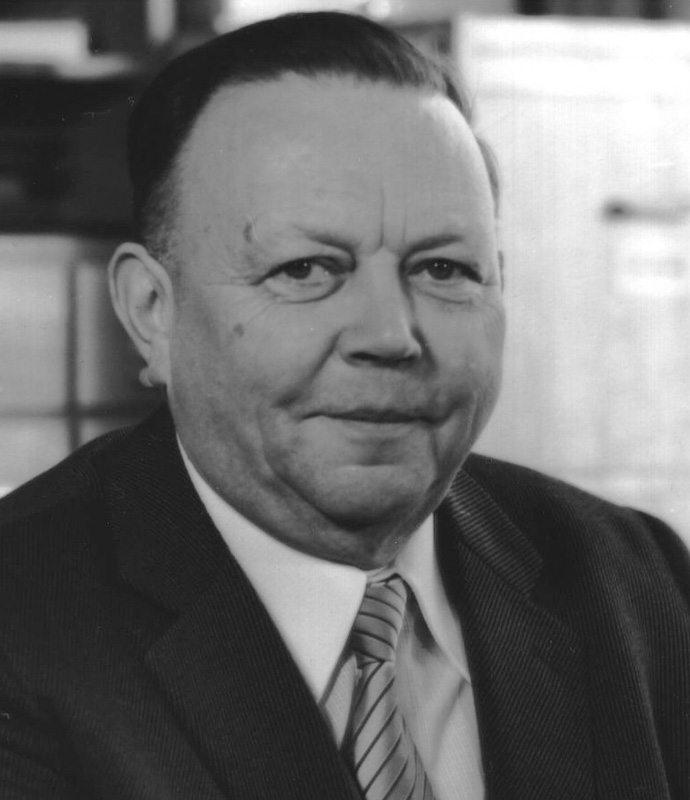
Artur Lösche

Artur Lösche (* 20. Oktober 1921 in Leipzig; † 12. Februar 1995 ebenda) war ein deutscher Physiker.

## Leben
Nach seinem Abitur, das er 1940 an der Humboldtschule Leipzig ablegte, begann Artur Lösche das Studium der Physik und Mathematik an der Universität Leipzig. Am 18. Mai 1940 beantragte er die Aufnahme in die NSDAP und wurde zum 1. September desselben Jahres aufgenommen (Mitgliedsnummer 7.730.881). Von 1941 bis 1945 musste er sein Studium wegen des Einsatzes im Zweiten Weltkrieg unterbrechen, von dem er eine dauerhafte Beinverletzung davontrug. 1945 nahm er das Studium wieder auf und beendete es 1948 mit dem Diplom für Physik und der Prüfung für das höhere Lehramt in Physik und Mathematik.
1949 wurde  er  mit der Arbeit „Über den Einfluß von Drehfeldern auf den Ordnungszustand von Molekülen in Gasen und Flüssigkeiten“ zum Dr. phil. promoviert. (Die Physik gehörte damals noch zur philosophischen Fakultät.) 1953 habilitierte er sich mit einer Arbeit zum Thema: „Über das dielektrische Verhalten von Dipolflüssigkeiten“.
Nachdem  Harry Pfeifer im Jahr 1951 die ersten erfolgreichen Experimente zur Kernspinresonanzspektroskopie (NMR) in Europa in Leipzig durchgeführt hatte, etablierte Artur Lösche im Folgenden die Hochfrequenzspektroskopie als Schwerpunkt am Physikalischen Institut der Universität Leipzig. Damit und mit der Veröffentlichung seiner grundlegenden Monographie „Kerninduktion“ 1957 schuf Lösche die Rahmenbedingungen zur Bildung einer Leipziger Schule auf diesem Gebiet.
1955 erhielt er eine Professur für Experimentalphysik an der Karl-Marx-Universität, wie die Leipziger Universität damals hieß, und 1960 wurde er Professor mit Lehrstuhl bzw. ordentlicher Professor, sowie schließlich Direktor der Sektion Physik an der Universität. Seine Mitarbeit war in zahlreichen wissenschaftsorganisatorischen Gremien gefragt, so z. B. als stellvertretender Vorsitzender des Beirates für Mathematik und Naturwissenschaften beim Ministerium für Hoch- und Fachschulwesen der DDR und im Vorstand des Forschungsrates der DDR sowie Leiter der dortigen Gruppe Physik.
Auch nach seiner Emeritierung 1986 war er noch sehr aktiv nunmehr auf dem Gebiet der Grenzflächenphysik tätig.
1951 heiratete Artur Lösche seine ehemalige Kommilitonin und spätere promovierte Mathematikerin Charlotte Schmitthenner (1922–2014). Der Ehe entstammen eine Tochter und ein Sohn.

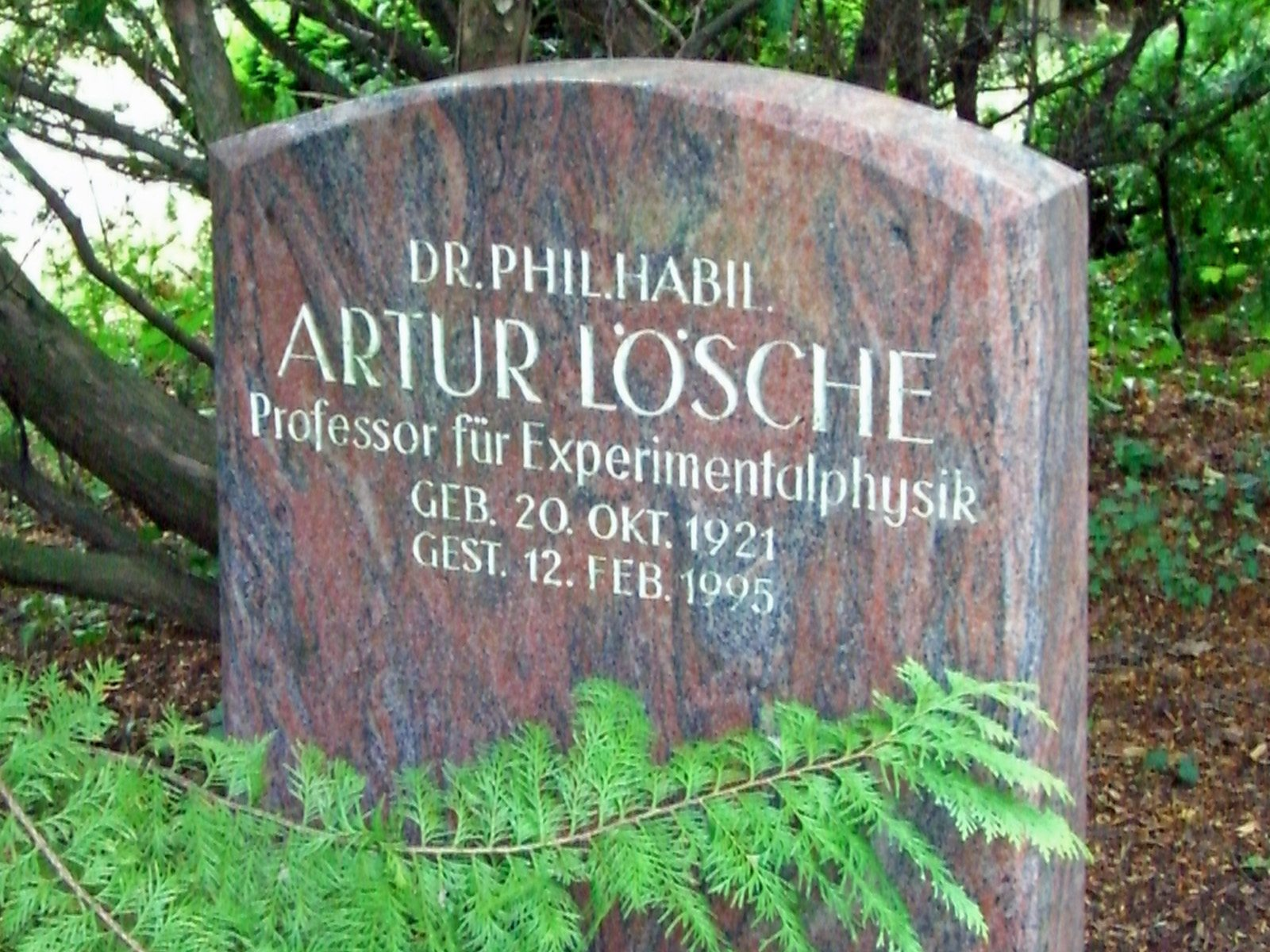
Sein Grab auf dem Südfriedhof Leipzig (2011)

## Mitgliedschaften und Funktionen
- 1965 Mitglied der Akademie der Wissenschaften der DDR
- 1965 Mitglied der Sächsischen Akademie der Wissenschaften  und 1984 bis 1991 deren Vizepräsident
- 1972 bis 1974 Präsident des Groupements  AMPERE (Atomes et Molécules Par Études Radio-Électriques) und von 1994 an dessen Ehrenmitglied
- 1975 Mitglied der Deutschen Akademie der Naturforscher Leopoldina
- 1975 bis 1980 Mitglied des Exekutivkomitees der Europäischen Physikalischen Gesellschaft (European Physical Society)
- 1979 Mitglied der Société Royale des Sciences de Liège (Belgien)[6]

## Auszeichnungen und Ehrungen
- 1958 Nationalpreis der DDR II. Klasse
- 1975 Vaterländischer Verdienstorden in Bronze
- 1986 Ehrendoktor der Universität Jena
- nach 1989 Ehrensenator der Universität Leipzig[7]

## Schriften
- Artur Lösche: Über den Einfluß von Drehfeldern auf den Ordnungszustand von Molekülen in Gasen und Flüssigkeiten, Dissertation, Universität Leipzig 1949
- Artur Lösche: Kerninduktion, Deutscher Verlag der Wissenschaft, Berlin 1957
- Artur Lösche und Wilhelm Schütz (Hrsg.): Hochfrequenzspektroskopie, Akademie-Verlag, Berlin 1961
- Artur Lösche: Über negative absolute Temperaturen, Akademie-Verlag, Berlin 1976
- Artur Lösche: Molekülphysik, Akademie-Verlag, Berlin 1984
- Ernst Grimsehl, Artur Lösche, Walter Schallreuter: Lehrbuch der Physik, Bd.4, Struktur der Materie, 18. Aufl., Teubner-Verlag, Leipzig 1990, ISBN 978-3-322-00784-1